# Mozilla Firefox
Mozilla Firefox (kortweg Firefox) is een gratis, vrije en opensource-webbrowser ontwikkeld door het Mozilla-project en vrijwilligers. Firefox is gebaseerd op de Gecko-layout-engine uit het Mozilla-project. De naam is een Engelse bijnaam voor de rode of kleine panda.
Firefox werd op zijn hoogtepunt door 31,82% (november 2009) van de internetgebruikers wereldwijd gebruikt, maar tegenwoordig is dat nog slechts 4,64% (juni 2019). Het wordt door webontwikkelaars veel gebruikt omdat het de W3C-standaarden beter volgt dan Internet Explorer. Er zijn bovendien veel nuttige hulpprogramma's als extensies voor Firefox beschikbaar die het testen en het gebruik van internetpagina's vergemakkelijken. In januari 2015 waren er 18.000 add-ons beschikbaar.
Naast de webbrowser Firefox maakt Mozilla ook een e-mailclient, Mozilla Thunderbird genaamd. Deze berust op dezelfde filosofie als Firefox en is gedeeltelijk op dezelfde programmacode gebaseerd.

## Geschiedenis
Nadat Microsoft in 1997 versie 4.0 van Internet Explorer had geïntroduceerd, begon een browseroorlog. Dit was aanleiding voor Netscape om in 1998 de broncode van Netscape Navigator als opensourcesoftware te publiceren. Hierna ging het project Mozilla van start. De broncode van Netscape werd echter niet gebruikt, want in plaats hiervan werd de software volledig herschreven. In juni 2002 werd versie 1.0 van de Mozilla Application Suite uitgebracht. Omdat deze suite, net zoals de latere versies van Netscape, ook onder andere een e-mailapplicatie bevatte, werd er door Dave Hyatt en Blake Ross een apart experimenteel project gestart om de browser te scheiden van de rest van de Mozilla-applicaties. De interne werktitel van dit project was m/b of mozilla/browser.
In september 2002 kwam de eerste publieke versie 0.1 (Pescadero) uit onder de naam Phoenix. Na een merknaamconflict met een gelijknamige fabrikant van BIOS'en voor pc's werd Phoenix vanaf versie 0.6 in mei 2003 hernoemd tot Mozilla Firebird. Omdat deze naam al werd gebruikt door de opensourcedatabase Firebird kreeg de browser vanaf versie 0.8 in februari 2004 opnieuw een andere naam; dit keer Mozilla Firefox. Al snel ontving het programma lovende kritieken in de internationale pers vanwege zijn snelheid, veiligheid en gebruiksgemak ten opzichte van de toen inmiddels vijf jaar oude Internet Explorer 6.
Doordat Firefox op Windows geen ActiveX-functionaliteit bevat en strikt gescheiden is van Windows, was Firefox bij de introductie minder vatbaar voor spyware en computervirussen dan Internet Explorer 6.

## Versies
De eerste versie van Firefox verscheen op 9 november 2004. Sinds 2011 en versie 5 wordt Firefox ongeveer om de zes weken geactualiseerd, wat het overnam van concurrent Google Chrome.

### Firefox Developer Edition
Deze versie van Firefox is ontworpen voor websiteontwikkelaars en bevat functies die in de standaardversie niet te vinden zijn.

### Aurora
In september 2013 introduceerde Mozilla onder de naam Aurora een Firefox-versie geoptimaliseerd voor aanraakschermen, maar het project werd een halfjaar later gestaakt vanwege gebrek aan belangstelling.

### Firefox voor iOS
In november 2015 lanceerde Mozilla de eerste Firefoxversie voor Apples iOS. De organisatie had lang geweigerd om een versie voor dit systeem uit te brengen, omdat het door de voorwaarden van Apple zijn eigen render-engine Gecko niet kan gebruiken. Het versienummer wijkt af van de andere Firefoxversies, inclusief de mobiele versie voor Android.

## Mogelijkheden
- Navigeren met tabbladen: meerdere webpagina's kunnen binnen één browservenster weergegeven worden, elk in een apart tabblad. Links kunnen eenvoudig in een nieuw tabblad worden weergegeven door met de middelste muisknop of met de scrollknop op een link te drukken. Heb je deze toets niet, dan kun je de rechter muisknop indrukken en "Koppeling openen in nieuw tabblad" selecteren. Opmerkelijk is het feit dat de tabbladen door de Nederlander HJ van Rantwijk werden geïntroduceerd in het jaar 2000, maar toen resoluut werden afgewezen door de Mozilla Foundation.[10]
- Pop-upblokkering: pop-upvensters worden automatisch geblokkeerd. Dit kan volledig uitgeschakeld worden of een website kan toegevoegd worden aan de witte lijst om pop-ups van die specifieke website wel weer te geven.
- Extensies (add-ons): er zijn verschillende uitbreidingen beschikbaar waardoor de functionaliteit van Firefox toeneemt. Voorbeelden van extensies zijn Adblock Plus, waarmee ongewenste advertenties kunnen worden geweerd en X-notifier, die e-mailaccounts controleert op nieuwe e-mails. Ook kan men bijvoorbeeld Googlebar installeren, waarmee diverse zoekfuncties van Google onder handbereik zijn en waarmee de gebruiker beter beschermd wordt tegen zogenaamde phishing-aanvallen. Een beperkte versie van de Googlebar is overigens ook voor andere webbrowsers beschikbaar. Vanaf versie 2.0 kan voor het Nederlands en vele andere talen een spellingchecker worden gedownload. Daarnaast is Feedly erg populair. Ook is het mogelijk om direct en met automatische aanvulling in de Nederlandse Wikipedia te zoeken.[11]
- Zoeken: Firefox beschikt over diverse mogelijkheden om tekst binnen een pagina te doorzoeken. De meest eenvoudige manier, die bij de meeste browsers werkt, is het opgeven van een zoekterm in de zoekbalk die wordt opgeroepen met de toetscombinatie Ctrl+F. Met de functie Zoeken terwijl je typt is het mogelijk snel een woord te zoeken door de eerste letters ervan in te typen. De zoekfunctie biedt bovendien de mogelijkheid om de gezochte tekst op de hele pagina te markeren.
- Zijbalk: in een zijbalk is allerlei informatie terug te vinden, zoals downloads, geschiedenis en bladwijzers. Sommige websites bieden aparte zijbalkinformatie aan, zoals het laatste nieuws of het weer.
- Thema's: Firefox kan door de gebruiker worden aangepast met behulp van thema's, die het uiterlijk (zoals kleuren en pictogrammen) van de browser beïnvloeden. Intussen zijn er al meer dan 450.000 thema's[12] voor Firefox.
- Snel zoeken: door bijvoorbeeld "goto <term>" in de adresbalk te typen beland je direct bij het eerste zoekresultaat van Google (analoog aan de knop "I'm feeling lucky"/"Ik doe een gok" bij Google). Omdat Google standaard wordt gebruikt is het meestal mogelijk het sleutelwoord "goto" weg te laten. Door een sleutelwoord aan een bladwijzer toe te voegen is zo'n snelzoekfunctie zelf te maken.
- Live bladwijzers: RSS-feeds kunnen als bladwijzers worden toegevoegd. Elke feed stelt dan een menu voor waarin de items terug te vinden zijn. Ook kunnen in recente versies van Firefox bladwijzers worden gemaakt waarvan de titel automatisch wordt bijgewerkt. Zo kunnen bijvoorbeeld bladwijzers naar een object op een veilingsite automatisch de huidige prijs laten zien achter de titel.
- Automatische bijwerking: sinds versie 1.5 zoekt Firefox zelf of de Mozilla Corporation veiligheidsupdates voor Firefox heeft uitgegeven. Deze kleine pakketjes worden automatisch gedownload en bij een herstart van de browser geïnstalleerd zodat de gebruiker altijd de meest recente en veiligste versie van Firefox gebruikt.
- Privénavigatie: deze modus zorgt ervoor dat de browser tijdelijk geen geschiedenis opslaat.
- Hardwareversnelling: gebruik van de grafische kaart voor het weergeven van bepaalde grafische elementen.
- Synchronisatie van de instellingen bij gebruik van meerdere computers.
- Ingebouwde pdf-lezer (pdf.js), weliswaar met beperktere mogelijkheden dan afzonderlijke plug-ins als Adobe Reader.
- YouTube-filmpjes kunnen via HTML5-video worden afgespeeld (vroeger ook via een Flash-plug-in, maar die is uitgefaseerd).

## Populariteit

Browsergebruik wereldwijd

Europees browsergebruik (bron: StatCounter). Vanaf december 2010 is Firefox de meestgebruikte browser. Sinds juni 2011 is Internet Explorer weer de meest gebruikte browser in Europa.

Het succes van Firefox is gedeeltelijk te danken aan zijn gebruiksgemak en functies voor veiliger en sneller surfen, zoals een geïntegreerde pop-upblokkering, navigeren met tabbladen en live bladwijzers. Deze functies waren destijds niet ingebouwd bij marktleider Internet Explorer, maar wel beschikbaar als plug-in.
Sinds Firefox versie 1 is het gebruik van Firefox snel gestegen, ten koste van Internet Explorer. In september 2005 werd het marktaandeel van Firefox wereldwijd geschat op circa dertien procent. Nederland zit daar met zo'n 10,2% iets onder, België met 14,6% iets boven. Finland is koploper met een marktaandeel van 38,4%.
Op 31 juli 2006 overschreed Spread Firefox de 200 miljoen downloads van Firefox. Uiteraard is dit geen nauwkeurige graadmeter want het programma kan ook via derden (onder andere download.com) gedownload worden. Ook werd bij deze telling geen rekening gehouden met mensen die gewoon hun versie van Firefox hebben bijgewerkt, wat tot aan versie 1.5 een volledige download en herinstallatie vereiste. Gebruikers die gebruikmaakten van de downloadoptie van Firefox zelf zijn echter weer niet meegenomen in deze telling. Daarnaast wordt Firefox met vrijwel alle Linuxdistributies meegeleverd, met uitzondering van Lubuntu en enkele kleinere distributies.
OneStat.com, een bedrijf dat statistieken bijhoudt door middel van tellers op webpagina's, gaf in juli 2006 enige data. Als opvallend werd aangegeven de aanhoudende populariteit van Firefox in Duitsland, waar de browser een marktaandeel zou hebben van meer dan 39 procent. Wereldwijd en ook in Nederland schommelde dit volgens OneStat.com rond de 12%.
Marktonderzoek in maart 2007 maakte duidelijk dat in de meeste landen in Europa, en wereldwijd, het marktaandeel toeneemt. Nederland is hier een van de weinige uitzonderingen. Het precieze marktaandeel is moeilijk te bepalen. Andere bronnen geven weer net andere cijfers. In juli 2007 wordt een percentage van 9,8% genoemd voor Nederland tegen 12,7% wereldwijd.
OneStat.com, gaf in november 2008 nieuwe informatie over browsermarktaandelen. Het wereldwijde marktaandeel werd daarin gesteld op 14,67% en het marktaandeel in Nederland op 11,45%.
In mei 2009 had Firefox wereldwijd een marktaandeel van 22,5%. Het is daarmee de tweede browser na Internet Explorer, dat in dezelfde maand een marktaandeel van 65,5% had.
Op 31 juli 2009 vierde Firefox een feestje vanwege het behalen van de 1 miljard downloads. Dit zijn alle handmatige downloads van de browser, en daarmee niet de automatische updates en downloads vanuit pakketmanagers op Linux.

## Speciale pagina's
Speciale pagina's van Firefox beginnen met about:. Deze pagina's kunnen een functioneel nut hebben, maar er zijn ook pagina's die enkel (soms onnuttige) informatie bevatten. Volgende pagina's zijn onder meer beschikbaar in Mozilla Firefox:
- about: toont algemene info over de versie van Firefox met links naar bijdragers, uitgave-informatie en licentie-info.
- about:about geeft een overzicht van alle "Over"-pagina's
- about:cache: geeft de grootte en de inhoud van het cachegeheugen weer op de harde schijf (about:cache?device=disk) of in het werkgeheugen (about:cache?device=memory).
- about:plugins: geeft een overzicht van de geïnstalleerde plug-ins zoals Flash Player en Java.
- about:blank: geeft een lege pagina weer en wordt standaard getoond bij het openen van een nieuwe tab.
- about:mozilla: toont een tekst uit het boek van Mozilla (The book of Mozilla)
- about:robots: toont een tekst over robots en een knop waar tweemaal op geklikt kan worden voordat deze verdwijnt. De titel van deze pagina is Klaatu barada nikto, een uitdrukking afkomstig van de sciencefictionfilm The Day the Earth Stood Still.
- about:newtab: een speeddialpagina geïntroduceerd in Firefox 12[22]
- about:config: een uitgebreide configuratiepagina waarin veel instellingen van Firefox kunnen worden aangepast.
- about:home: toont de Firefox-startpagina waarin een Google-zoekvak staat.
- about:support: pagina in verband met probleemoplossingsinformatie (versienummers) en mogelijkheid om Firefox te herinitialiseren.
- about:crashes: toont een lijst van alle crashrapporten.
- about:memory: toont het geheugengebruik van Firefox, opgesplitst naar taak. Biedt de mogelijkheid om het geheugengebruik te minimaliseren.

## Licentie
Mozilla Firefox wordt vrijgegeven onder de Mozilla Public License. Er kan echter ook gekozen worden om de voorwaarden van de GPL of de LGPL na te leven. Er zijn dus drie licenties waaronder Firefox verspreid wordt, zonder de verplichting om een afgeleid werk ook onder een drie-licentie uit te brengen.

## Enkele populaire extensies
- Adblock Plus
- uBlock Origin
- ChatZilla
- Feedly
- Stumble Upon
- Web Developer
- NoScript
- IE Tab
- Video DownloadHelper
- Zotero